# Separation (Abwasser)
Unter Separation versteht man die Trennung von Belebtschlamm und gereinigtem Abwasser im Nachklärbecken einer biologischen Kläranlage. Der Begriff Sedimentation ist in diesem Fall nicht bzw. nicht immer korrekt, da es für das Absetzen des Schlamms zwei verschiedene Regime gibt:
|  |  |

## Disperse Separation
Die disperse Separation ist dadurch gekennzeichnet, dass die Schlammflocken sich einzeln absetzen. Der Vorgang gehorcht den Gesetzen der Sedimentation. Es bildet sich ein deutlicher vertikaler Konzentrationsgradient aus. Der Überstand, das ist der Bereich oberhalb des sich absetzenden Schlamms, enthält immer eine gewisse Anzahl an Partikeln, sodass die erreichbare Transparenz nur sehr gering ist.

## Separation im Verband
Bei Separation im Verband bilden die Schlammflocken ein dreidimensionales Netzwerk, das als Tiefenfilter wirkt. Dadurch werden während des Absetzvorgangs auch sehr feine Partikel aus dem Überstand entfernt, sodass sehr hohe Transparenzen erreicht werden können. Ein vertikaler Konzentrationsgradient bildet sich nicht aus, ein scharfer Schlammspiegel trennt abgesetzten Schlamm und Überstand. Dieser Zustand ist wegen der großen Reinheit des dabei entstehenden Überstands der in einer Kläranlage erwünschte.
Die Messung des Separationsregimes kann mit dem Messgerät SCHLUMOSED erfolgen.